# Mohammad Ali Ramazani
Mohammad Ali Ramazani (Persisch/Gilaki: محمدعلی رمضانی دستک; 23. April 1963 – 29. Februar 2020) war ein iranischer Politiker, der bei der Parlamentswahl 2020 ins iranische Parlament gewählt wurde. 

## Biografie
Ramazani wurde in Dastak (Provinz Gilan) geboren und war Gilaker. Er kämpfte als Soldat im Ersten Golfkrieg gegen den Irak. Seine genaue Todesursache ist umstritten. Während das iranische Gesundheitsminister Influenza als Ursache nannte, sagen andere Quellen, darunter auch die BBC, dass er an COVID-19 gestorben sei.